# اریکا دی سوزا
اریکا دی سوزا (انگلیسی: Érika de Souza؛ زادهٔ ۹ مارس ۱۹۸۲) بازیکن بسکتبال اهل برزیل است. او به دلیل قدرت بدنی بالا، مهارت در ریباند و دفاع قوی شناخته می‌شود.
از باشگاه‌هایی که در آن بازی کرده است می‌توان به آتلانتا دریم اشاره کرد.
وی در مسابقات کشوری و بین‌المللی در مجموع برندهٔ ۶ مدال طلا، ۱ مدال نقره، ۳ مدال برنز شده است.

## افتخارات و حرفه
- در اتحادیه ملی بسکتبال زنان (WNBA) برای تیم‌هایی مانند آتلانتا دریم، لس آنجلس اسپارکس و شیکاگو اسکای بازی کرده است.
- در لیگ‌های اروپایی و برزیلی نیز سابقه حضور دارد.
- یکی از برترین بازیکنان تاریخ بسکتبال زنان برزیل محسوب می‌شود و در چندین دوره بازی‌های المپیک برای تیم ملی برزیل به میدان رفته است.